# Monticelo
Monticelo ist ein Dorf in der Gemeinde Vegadeo der autonomen Region Asturien in Spanien.

## Geographie
Monticelo liegt nahe dem Rio Suarón, einem der wichtigsten Nebenflüsse des Rio Eo und hat 23 Einwohner (2020) auf einer Grundfläche von 9,89 km². Die nächste größere Ortschaft ist Vegadeo, der 13 km entfernte Hauptort der gleichnamigen Gemeinde. Das Dorf gehört zu dem Parroquia Paramios.

## Klima
Angenehm milde Sommer mit ebenfalls milden, selten strengen Wintern. In den Hochlagen können die Winter durchaus streng werden.

## Sehenswertes
- Crucero del Cristo am Ortsausgang
- Kirche Iglesia de Santa María de Paramios aus dem 18. Jahrhundert
- Naturpark Reserva Natural Parcial de la Ría del Eo